# Tzeltals

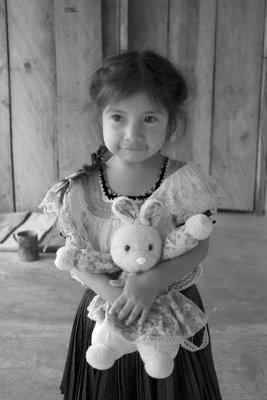
Fillette tzeltal d'Amatenango del Valle.

Les Tzeltals sont un peuple maya du Mexique, qui vit principalement sur les hauts plateaux (es) du Chiapas, à l'est de San Cristóbal de Las Casas.

## Caractéristiques
Ils sont principalement situés dans les municipalités d'Ocosingo, Chilón,
Oxchuc, Tenejapa, San Juan Cancuc, Yajalón, San Cristóbal de Las Casas, Palenque, Sitalá et Pantelhó. La langue tzeltal appartient au sous-groupe tzeltalan des langues mayas, et elle était parlée par 589 144 locuteurs en 2020.
La plupart des Tzeltals vivent en communautés, dans le cadre d'un système appelé usos y costumbres, qui vise à respecter l'autorité et la politique traditionnelles des populations indigènes du Mexique.
On voit souvent les femmes porter des huipils traditionnels et des jupes noires, mais les hommes ne portent généralement pas de vêtements traditionnels. La religion tzeltal intègre de manière syncrétique des traits des systèmes de croyance catholiques et indigènes. Le chamanisme et la médecine traditionnelle sont toujours pratiqués. Beaucoup vivent de l'agriculture et/ou de l'artisanat, principalement du textile, et beaucoup travaillent également pour subvenir aux besoins de leur famille.

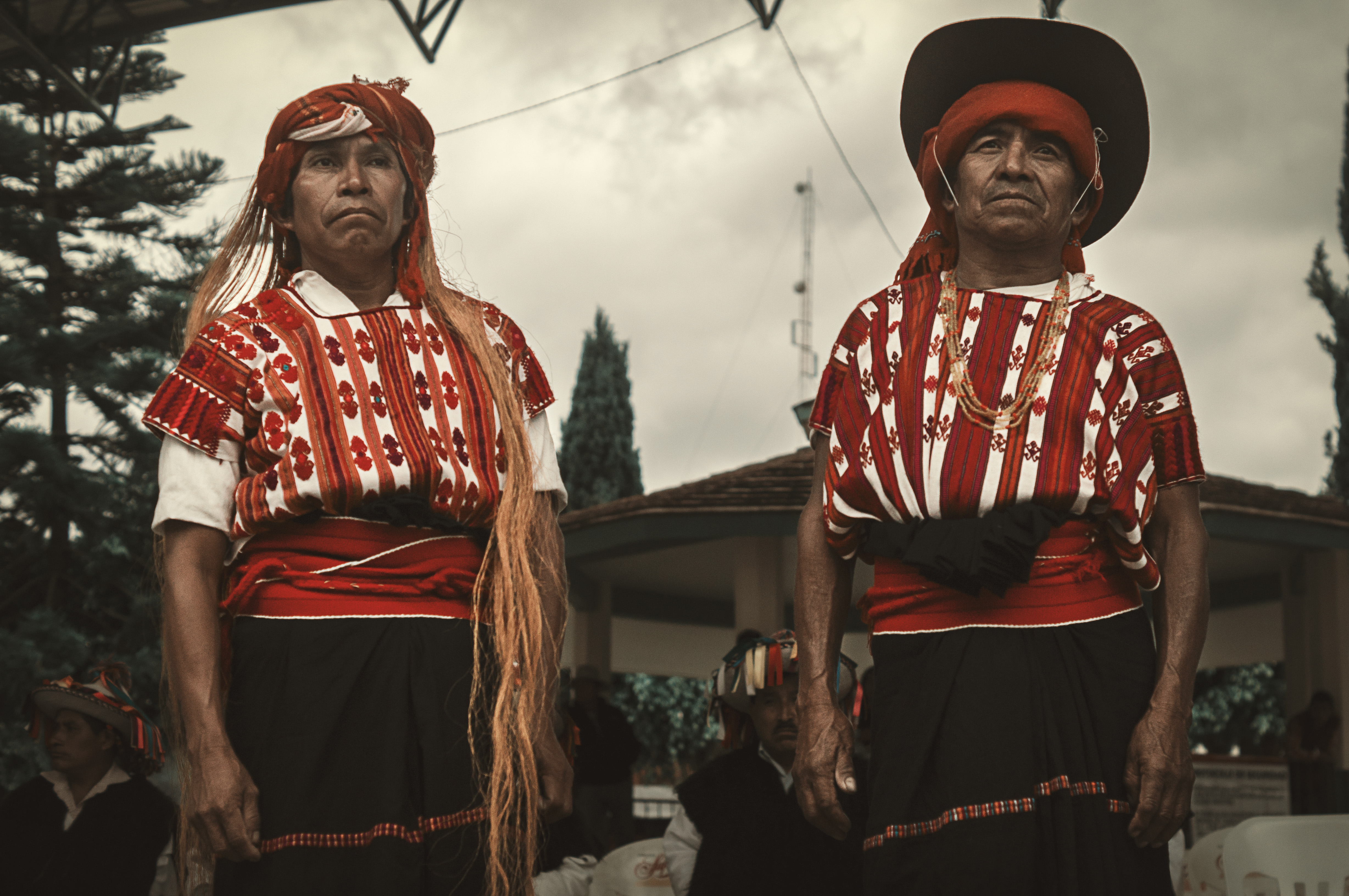
Femmes tzeltals en tenue traditionnelle (carnaval de Pantelhó (2019).
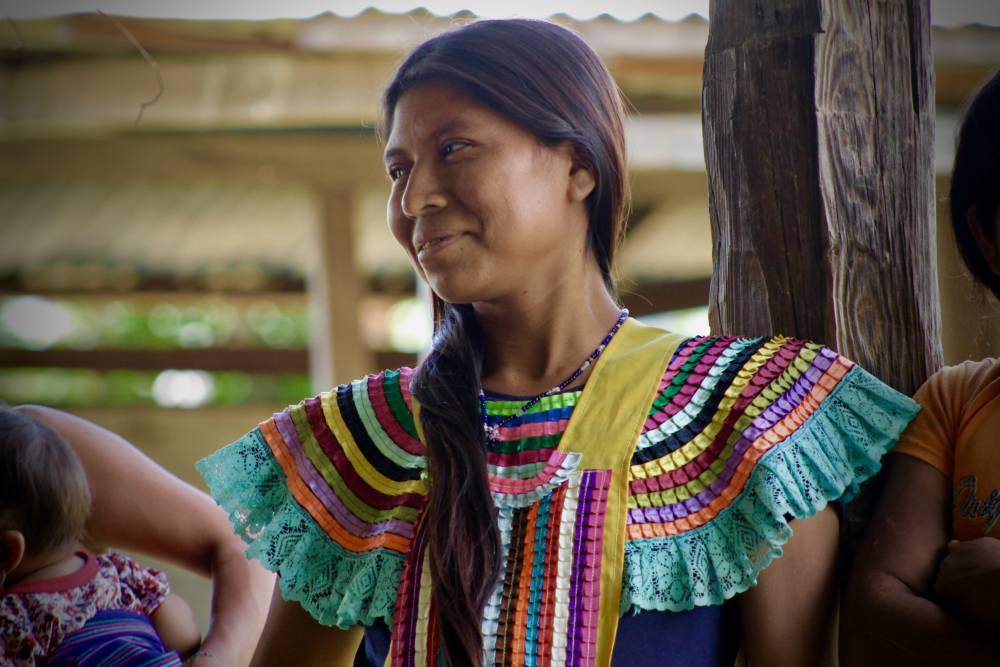
Femme tzeltal portant un huipil traditionnel.